# Driestreepspin
De driestreepspin (Mangora acalypha) is een spinnensoort uit de familie wielwebspinnen. De wetenschappelijke naam van de soort werd voor het eerst geldig gepubliceerd in 1802 door Charles Athanase Walckenaer als Aranea acalypha.
De vrouwtjes worden 5,5 tot 6 mm groot, de mannetjes worden 3 tot 3,5 mm. De soort is gemakkelijk te herkennen aan de drie zwarte strepen op het achterlijf, de middelste is een stippellijn. Soms zijn deze strepen (vooral bij spiderlings) versmolten tot één oppervlak. De rest van het achterlijf bestaat uit witte, gele en oranje plekken. Het kopborststuk is licht- tot groenachtig geel met een zwarte omranding en middenstreep. De driestreepspin bouwt haar web op lage vegetatie in weiden en bossen. De spin komt voor in het Palearctisch gebied.